# Nová Ves (Nepomyšl)

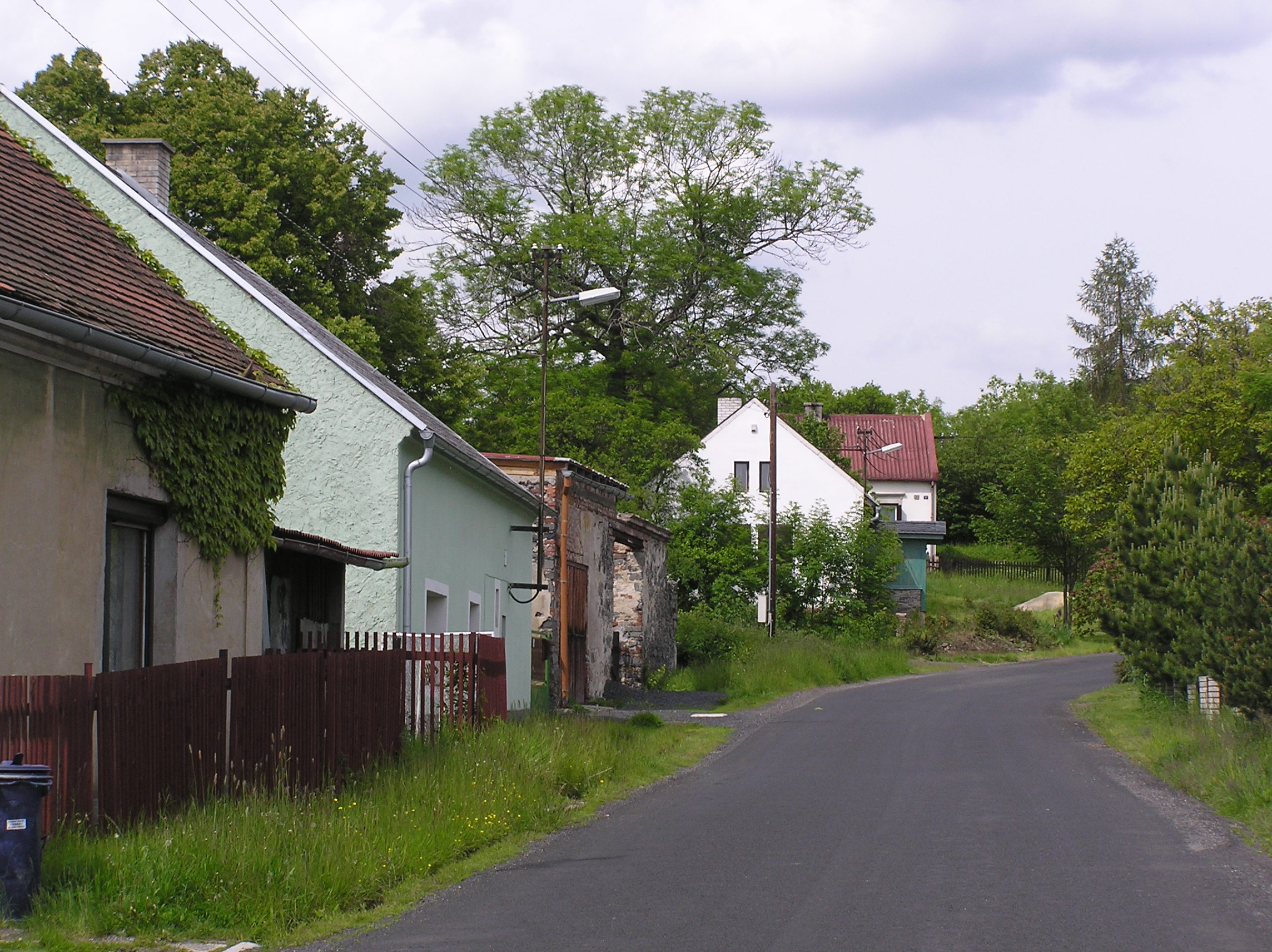
Dorfstraße

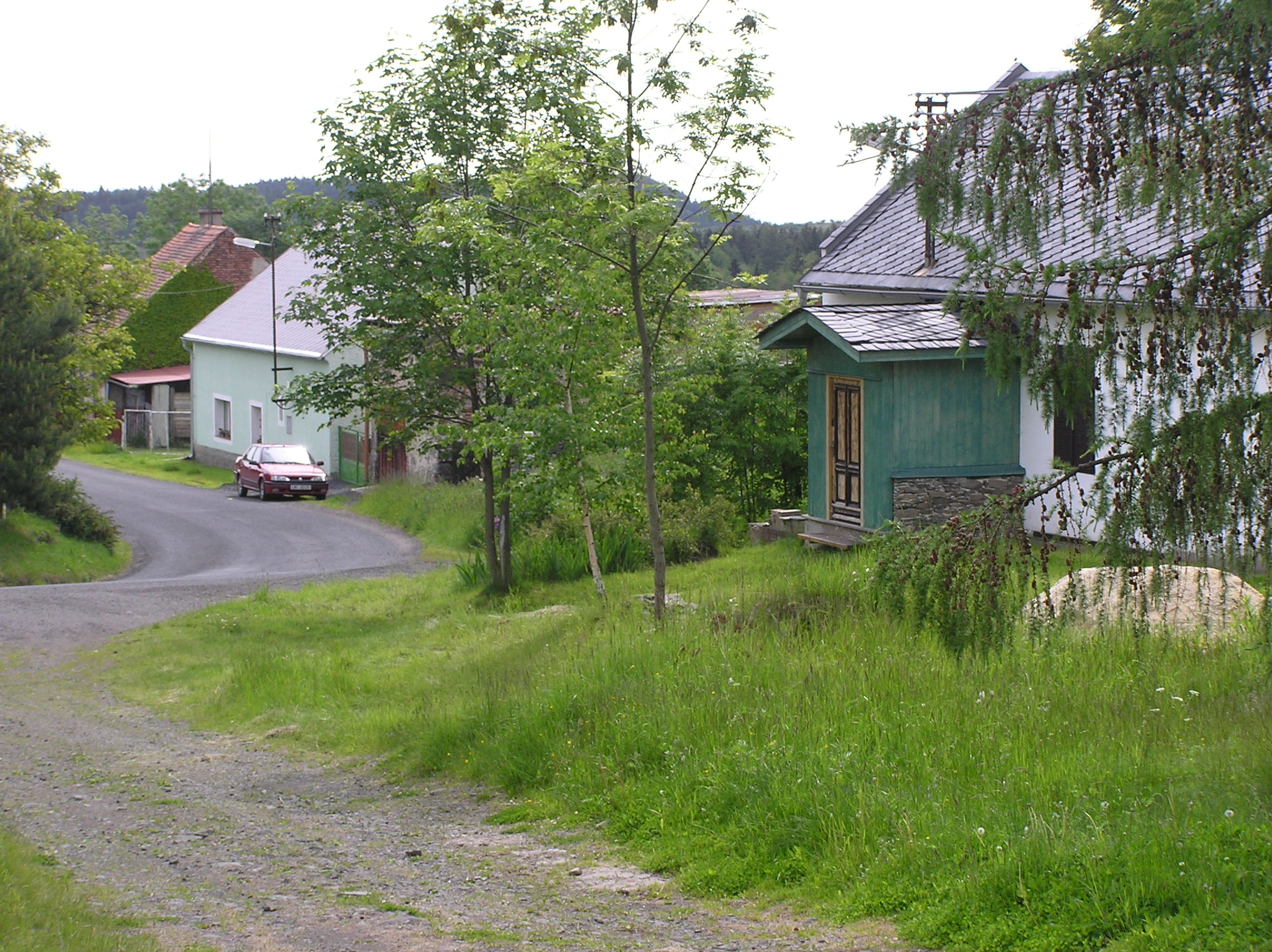
Häuser von Nová Ves

Nová Ves (deutsch Neudorf) ist ein Ortsteil der Minderstadt Nepomyšl (Pomeisl) in Tschechien. Das Dorf liegt elf Kilometer südwestlich von Podbořany (Podersam) und gehört zum Okres Louny.

## Geographie
Das Straßendorf Nová Ves befindet sich im Südosten des Duppauer Gebirges. Durch den Ort verläuft die Staatsstraße II/194 zwischen Valeč (Waltsch) und Podbořanský Rohozec (Deutsch Rust). Nördlich fließt der Bach Dolánecký potok. Gegen Osten liegt der Teich Velký Rohozec. Im Norden erheben sich der Pod Lesem (542 m n.m.) und der Na Kamenném (522 m n.m.), östlich der Chlum (539 m n.m.), im Süden der Na Spravedlnosti (632 m n.m.) und die Jedliny (Hohe Tanne; 702 m n.m.), südwestlich der Prokopy (Prokopiberg; 749 m n.m.) und der Pilíř (Filirsch; 763 m n.m.) sowie im Westen die Číhana (Hohe Lauer; 749 m n.m.).
Nachbarorte sind Podbořanský Rohozec im Norden, Nepomyšl (Pomeisl) im Nordosten, Dvérce (Wärzen) im Osten, Dětaň (Gödesin), Dvorek (Gehla) und Vrbička (Klein Fürwitz) im Südosten, Hlína (Lihna), Ořkov (Worka) und Valeč im Süden, Malý Hlavákov (Klein Lubigau) im Südwesten, Střelnice (Schützhäusel) im Westen sowie Bukovina (Buckwa) im Nordwesten. Auf dem Truppenübungsplatz Hradiště liegen folgende erloschenen Dörfer: südwestlich Kopáčov (Kopitschau), westlich Jeseň (Gässing), Těš (Tesch) und Jírov (Jurau), nordwestlich Třídomí (Dreihäuser) und Mětikalov (Meckl).

## Geschichte
Die erste urkundliche Erwähnung des zum Gut Skytal gehörigen Dorfes erfolgte im Jahre 1571, als Christoph von Stampach das Gut Waltsch von Ernst Lobkowitz von Hassenstein im Tausch gegen das Gut Kostrzan erwarb. Christophs Sohn Wenzel von Stampach erwarb 1603 von seinem Bruder Johann das Gut Skytal und verband es mit dem Gut Waltsch. Bis 1797 hielt die Familie Kager von Stampach bzw. deren Nachfahren, die Kager von Globen, die Herrschaft. 1798 kauften die Freiherren Korb von Weidenheim den Besitz.
Im Jahre 1845 bestand das im Elbogener Kreis gelegene Dorf Neudorf aus 20 Häusern mit 151 deutschsprachigen Einwohnern. Im Ort gab es ein Wirtshaus. Der Meierhof war emphyteutisiert. Abseits lag die Schäferei Worschka bzw. Wořka (Ořkov). Gepfarrt war das Dorf nach Waltsch. Bis zur Mitte des 19. Jahrhunderts blieb Neudorf der Herrschaft Waltsch mit Skytal untertänig.
Nach der Aufhebung der Patrimonialherrschaften bildete Neudorf / Nová Ves ab 1850 einen Ortsteil der Gemeinde Kleinfürwitz im Gerichtsbezirk Podersam. Ab 1868 gehörte Neudorf zum Bezirk Podersam. Im Jahre 1869 bestand das Dorf aus 20 Häusern und hatte 117 Einwohner. Im Jahre 1900 hatte Neudorf 129 Einwohner, 1910 waren es 127. Zu Neudorf gehörten die einschließlich der Einschicht Hammelhütte und das Jägerhaus Worschka. Einzige Erwerbsquelle war die Landwirtschaft. Der Schulunterricht erfolgte in Teutschenrust. Nach dem Ersten Weltkrieg zerfiel der Vielvölkerstaat Österreich-Ungarn, das Dorf wurde 1918 Teil der neu gebildeten Tschechoslowakischen Republik. Beim Zensus von 1921 lebten in den 21 Häusern des Dorfes 123 Deutsche. 1930 lebten in den 21 Häusern von Neudorf 131 Personen. Nach dem Münchner Abkommen wurde Neudorf im Oktober 1938 dem Deutschen Reich zugeschlagen und gehörte bis 1945 zum Landkreis Podersam. Nach dem Ende des Zweiten Weltkrieges kam Nová Ves zur wiedererrichteten Tschechoslowakei zurück. Nach der Aussiedlung der meisten deutschen Bewohner wurde Nová Ves nur schwach mit Tschechen wiederbesiedelt. Im Jahre 1950 lebten in den 16 Häusern von Nová Ves nur noch 36 Personen. Der westliche Teil der Gemarkung mit dem Forsthaus Ořkov wurde 1955 in den Truppenübungsplatz Hradiště eingegliedert. Bei der Gebietsreform von 1960 erfolgte die Aufhebung des Okres Podbořany, Nová Ves wurde Teil des Okres Louny. 1961 wurde das Dorf nach Podbořanský Rohozec umgemeindet. Am 1. Juli 1980 kam Nová Ves als Ortsteil zu Nepomyšl. Beim Zensus von 1991 bestand Nová Ves aus 12 Wohnhäusern und hatte fünf Einwohner. 2011 lebten in den sieben Häusern des Dorfes 11 Personen. Bei der Verkleinerung des Truppenübungsplatzes wurden die Fluren westlich von Nová Ves 2016 der Gemeinde Podbořanský Rohozec zugeordnet.

## Ortsgliederung
Zu Nová Ves gehört ein Anteil der Einschicht Ořkov (Worka). Der Ortsteil Nová Ves bildet den Katastralbezirk Nová Ves u Podbořan.

## Sehenswürdigkeiten
- Jüdischer Friedhof, nördlich des Dorfes
- Reste der Burg Křečov, nordöstlich von Nová Ves am Dolánecký potok
- Ruine Lina, südlich des Dorfes
- Naturdenkmal Vrbina u Nové Vsi, das Feuchtgebiet im südlichen Teil der Gemarkung wurde 2016 auf einer Fläche von 11,26 ha unter Schutz gestellt.
- Alte Eiche auf dem Damm des Teiches Velký Rohozec, Baumdenkmal